# Шереметевский, Владимир Владимирович
Владимир Владимирович Шереметевский (1863—1943) — историк, архивист, сотрудник Московского архива министерства юстиции, автор-составитель «Русского провинциального некрополя».

## Биография
Его дед, Пётр Васильевич, в год своего рождения потерявший отца, Василия Ивановича Ватагина, воспитывался в сиротском училище при Воспитательном доме на средства Марии Петровны Шереметевой, откуда и получил фамилию. Сын Петра Васильевича, Владимир Петрович Шереметевский (1834—1895) стал преподавателем. В 1863 году, 4 июля у него родился сын, о чём была сделана запись в метрической книге приходского храма:

В доме отставного коллежского секретаря Виктора Ильина Андреева у старшего учителя 2-й Московской гимназии, состоящего в чине 9-го класса, Владимира Петровича Шереметевского и законной его жены Марьи Николаевой, оба в первом браке и православного исповедания, родился сын Владимир; крещён того же июля шестаго числа.
Учился во 2-й московской гимназии, выпускником и, затем, инспектором и преподавателем которой был его отец. Гимназию окончил в 1882 году с золотой медалью. Затем кандидатом окончил историко-филологический факультет Московского университета (1888).
В сентябре 1888 года В. В. Шереметевский поступил в Московский архив министерства юстиции, а уже в 1889 году «младший помощник редактора» опубликовал, со своим предисловием, опись «дел следственной о кабинет-секретаре Петра I А. В. Макарове комиссии (1732—1734)». Вскоре появились новые исследования архивных документов.
Труды Шереметевского по ономастике начались в 1908 году.
Описывая столбцы Разрядного приказа, в подчинении которого состояла полицейская часть Китай-города (съезжий двор), В. В. Шереметевский создал красочное описание торгового центра Москвы XVII века:

Делопроизводство съезжего двора не отличалось сложностью. Дело обыкновенно начиналось челобитьем потерпевшего… По приводе ответчика на съезжий двор его допрашивали. Надо заметить, что ответчик почти всегда запирался… Торговцы часто ссорились из-за всяких пустяков, просто потому, что им было тесно в рядах, а подчас и скучно, когда случалось сидеть без почина за неимением покупателей…

Через несколько лет Шереметевский рассказал о бедствиях русских пленных, захваченных турками или крымскими татарами. Одновременно он возглавил составление «Русского провинциального некрополя», создававшегося волею вел. кн. Николая Михайловича.
Шереметевский неоднократно награждался орденами и получал очередные чины; князь П. Д. Урусов, извещая его об избрании членом Ярославской губернской учёной архивной комиссии (март 1911), использовал обращение «его высокородие», что указывает на чин статского советника.
Весной 1917 года Шереметевский был избран членом Императорского исторического общества.
После 1917 года Шереметевский описывал книги и столбцы Преображенского приказа, о которых им были сделаны доклады в Московском обществе истории и древностей Российских (1921) и Учёной комиссии общества «Старая Москва» (1925). Параллельно он принимает участие в описании крупных монастырских фондов: Спасо-Евфимиева, Савво-Сторожевского, Соловецкого монастырей; продолжает исследования по ономастике: сделал доклады «Некалендарные имена в отношении к календарным» (1921), «Из истории народных суеверий (О наименовании русских церквей…)» (1926), «Русская и иноземная личные номенклатуры» (1927); на заседании «Старой Москвы» 22 ноября 1923 года сделал сообщение «Об историческом и бытовом элементах в московской храмовой номенклатуре».
Не женившись, В. В. Шереметевский, тем не менее, воспитал троих приёмных детей (Николай, Константин, Лидия).
Известные московские адреса проживания: Б. Николопесковский пер., 11 (1912—1914); Б. Царицынская ул., 17 (1915—1930-е); Русаковское шоссе, 46. С осени 1941 до весны 1943 года был в эвакуации в Свердловске.
Скончался в ноябре 1943 года. Урна с прахом В. В. Шереметевского была предана земле на 20-м участке Ваганьковского кладбища.